# 한혜원 (EBS 성우)
한혜원(1984년 3월 26일 ~ )은 대한민국의 성우이다. 2010년 EBS 22기 공채 성우로 데뷔하였다.

## 주요 출연작품

### 애니메이션
- 머털도사 (EBS) - 사막 할머니
- 어린 왕자 (EBS)